# 介壽公園 (中正區)
介壽公園是位於臺灣臺北市中正區凱達格蘭大道南側，總統府東側的都市公園，公園內有曾任國民政府主席的林森銅像，以及紀念臺灣白色恐怖時期受難者的白色恐怖政治受難者紀念碑。

## 歷史
介壽公園前身為三軍球場以及北一女中球場，公園的都市計畫公告日期是1956年5月4日，編號為中正71號，最終於1964年建造啟用。由於位於介壽路上(今凱達格蘭大道)，而命名為介壽公園。介壽公園啟用後當年，在總統蔣中正生日時，舉行為期一週的菊展。
1968年，適逢國民政府主席林森百年誕辰，政府鑄造與樹立林森銅像。1969年11月15日，由林森先生百年誕辰紀念籌備委員會主任委員，總統府秘書長張群主持銅像落成啟用典禮。
1972年，台北市政府將原北一女中籃球場併入介壽公園。
2008年3月27日，為了紀念白色恐怖時期的政治受難者，政府在介壽公園西北角設立白色恐怖政治受難者紀念碑。
2020年，台北市政府公園路燈管理處整修中正區、萬華區、大安區公園包括介壽公園。

## 圖集

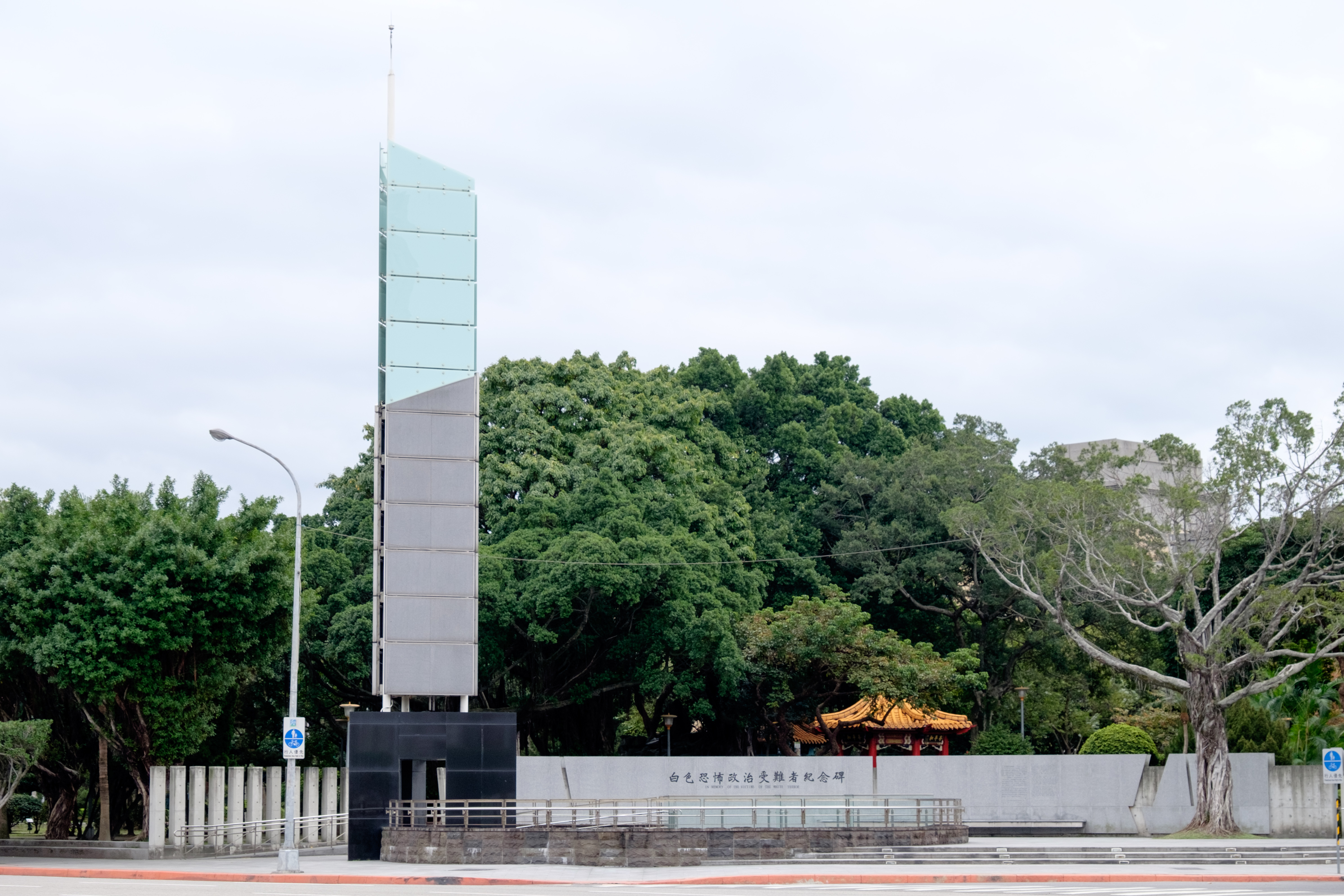
白色恐怖政治受難者紀念碑前景
白色恐怖政治受難者紀念碑
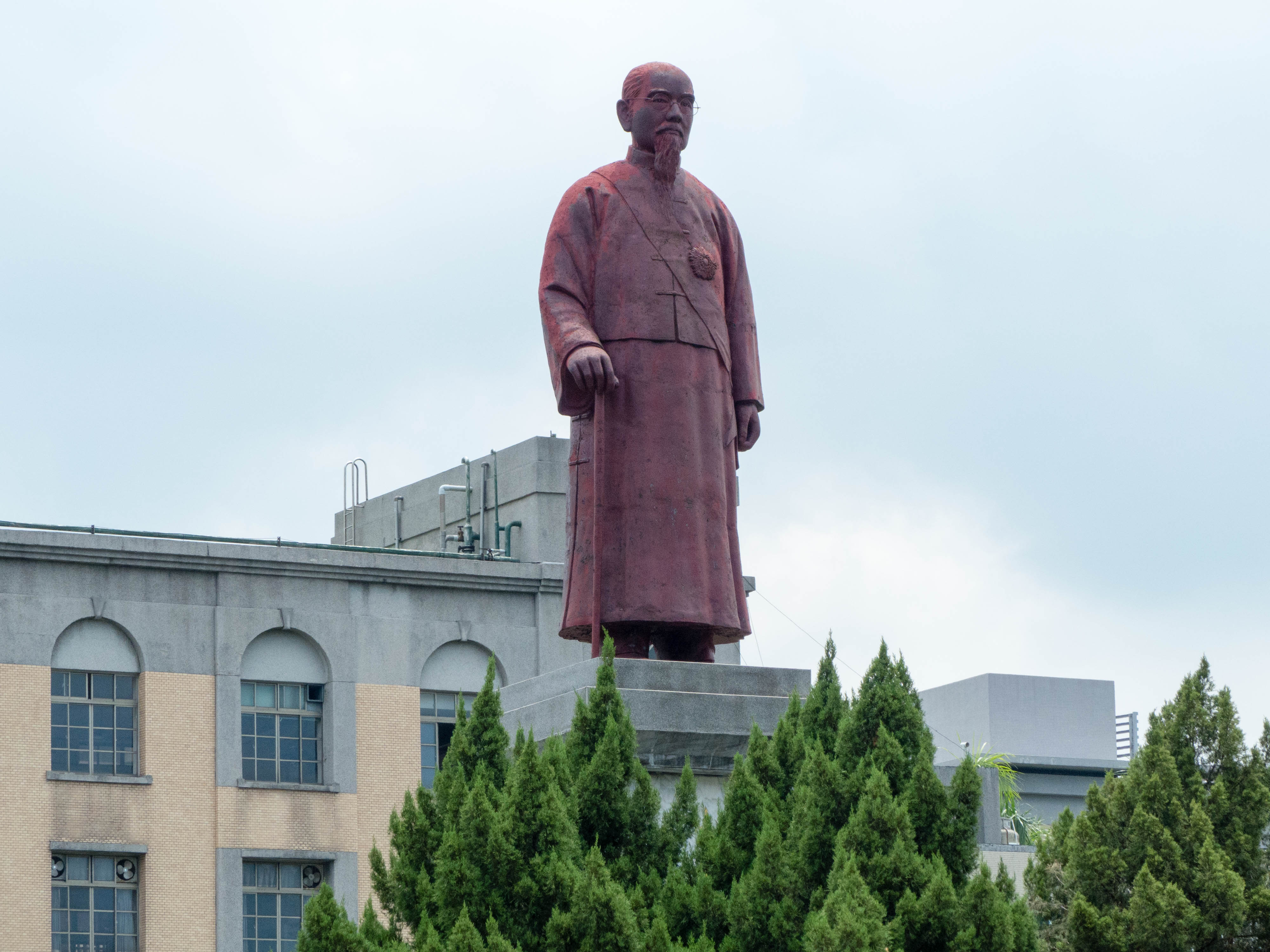
介壽公園林森銅像
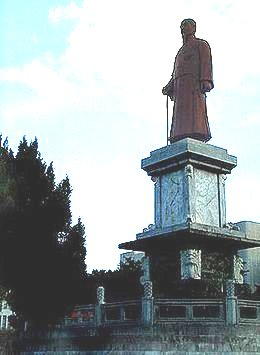
介壽公園林森銅像
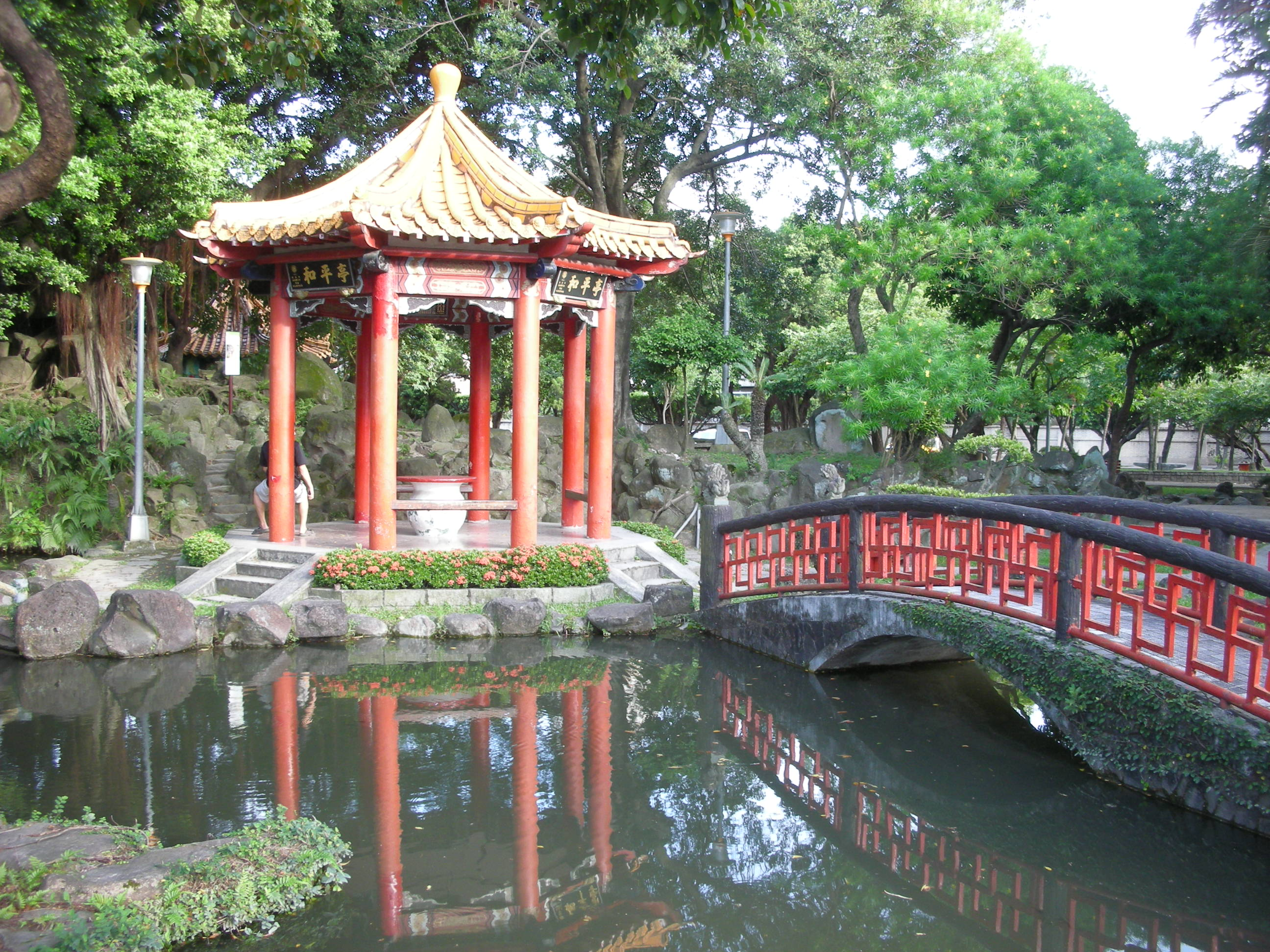
介壽公園和平亭
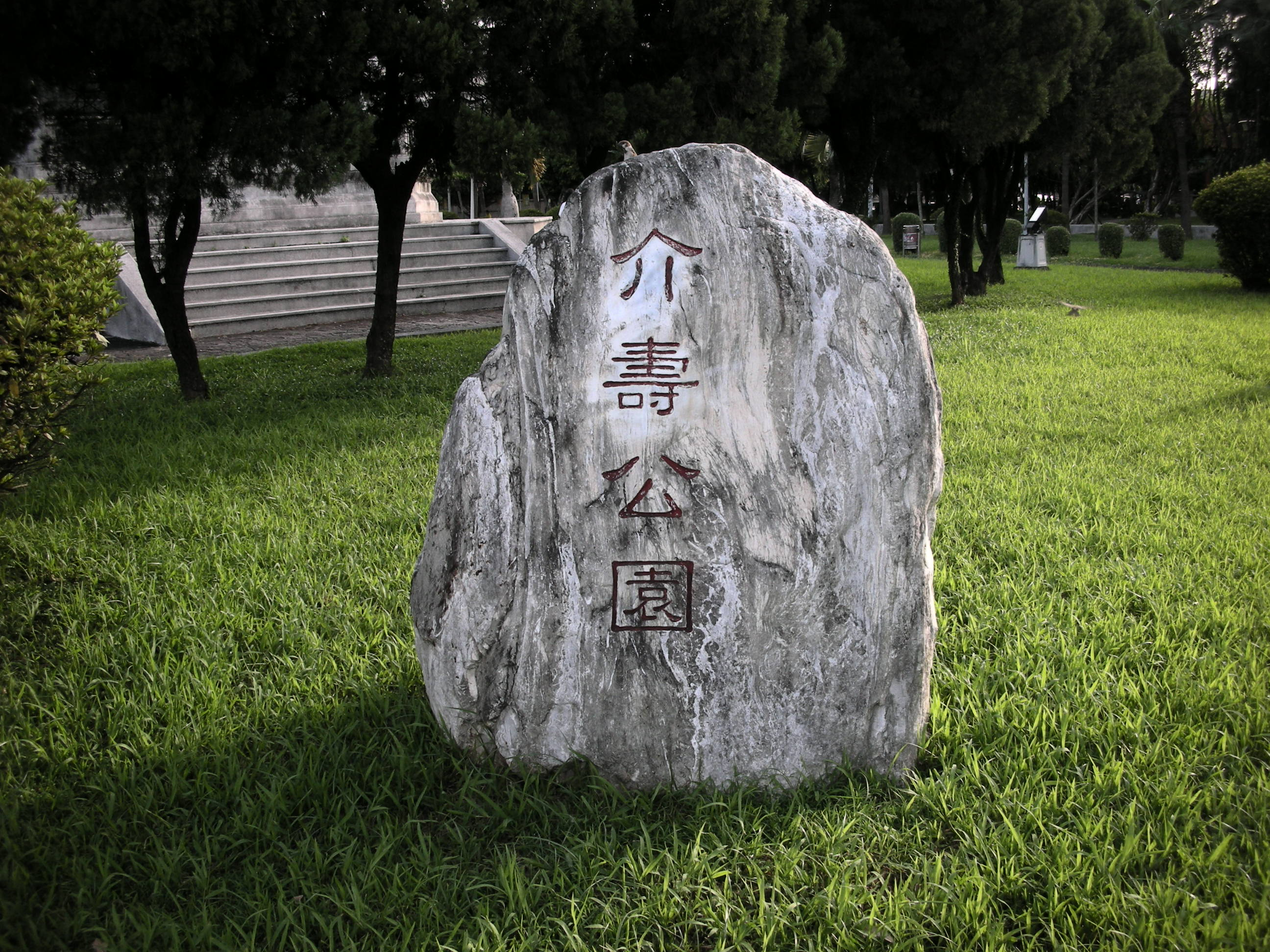
介壽公園園名石
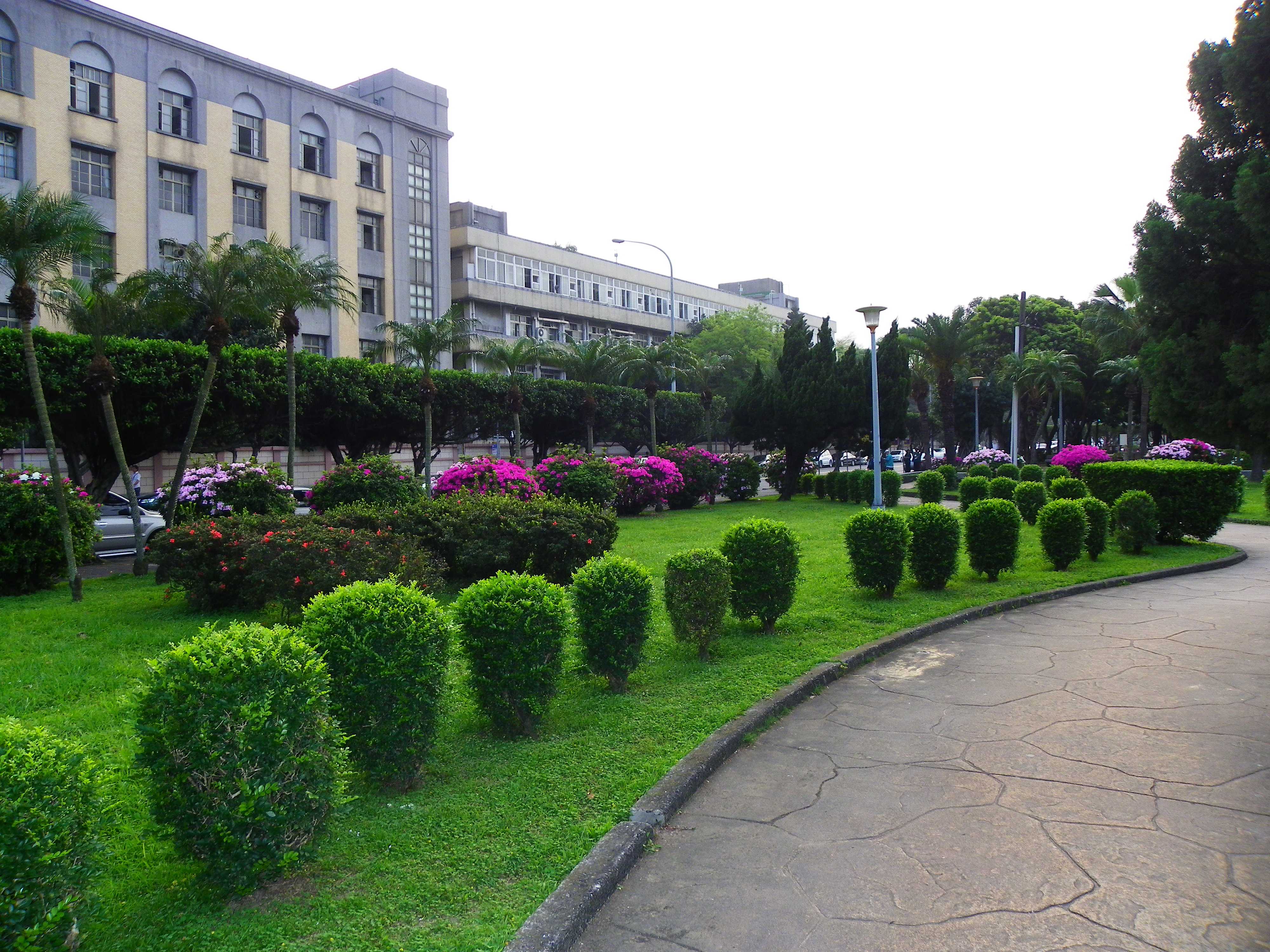
介壽公園與遠處的北一女中
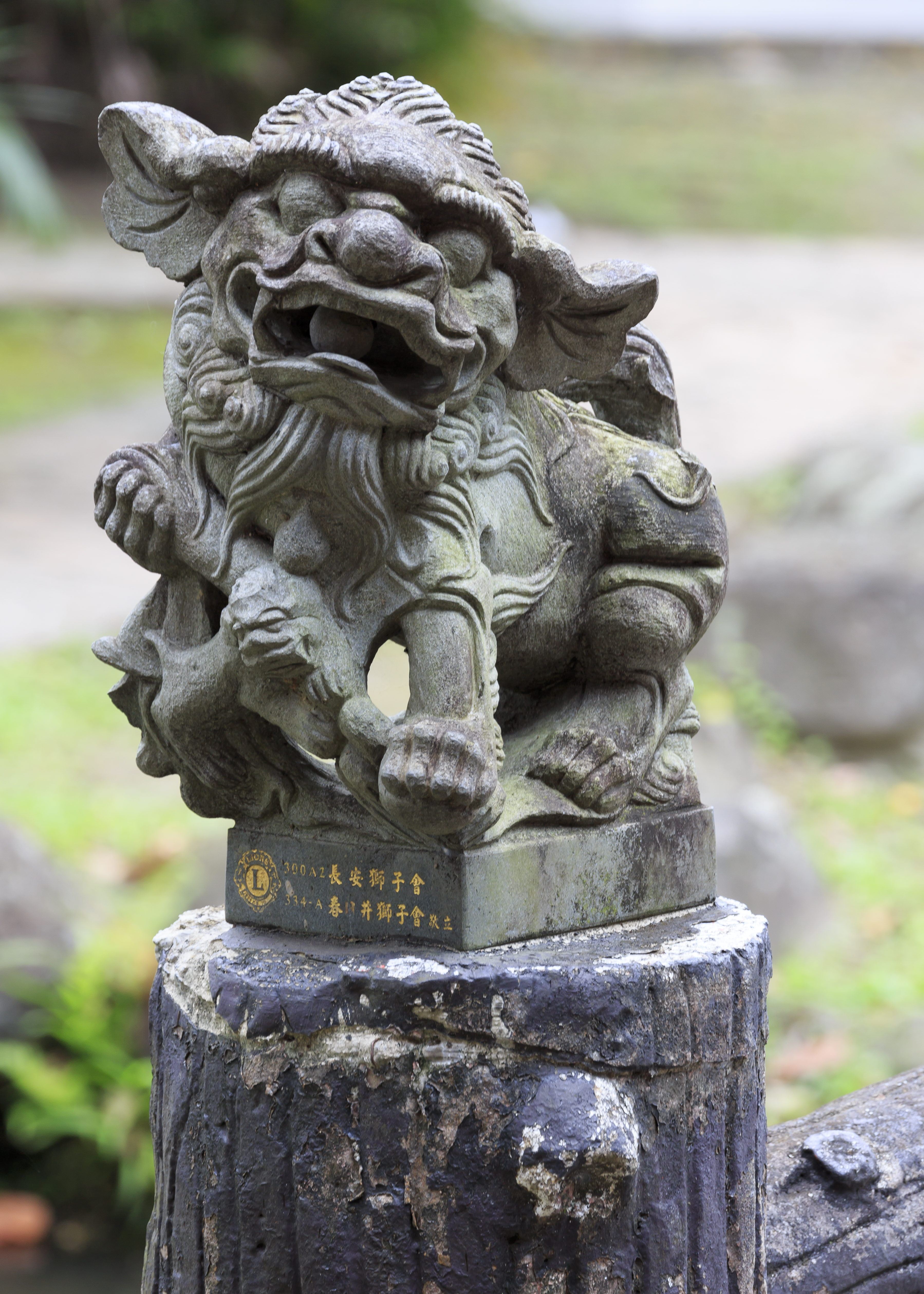
介壽公園內的石獅像

## 注解
1. 1 2  . 2018-11-01  [2020-04-18]. （原始内容存档于2020-06-30）.
2. 1 2  . 2008-03-27  [2020-04-18]. （原始内容存档于2020-05-29）.
3. 1 2  . 聯合報. 1972-09-30. 介壽公園擴建：將一女中籃球場改建為公園，面積為二千七百平方公尺。
4. ↑  . 聯合報. 1964-09-25. 介壽路公園路口的違章建築業已拆除，工務局現正趕工建設介壽公園，這批違建共九十四間，計一四一戶，將安置於南機場新社區，南機場國宅下月將可建築完成。
5. ↑  . 1965-10-30. 由市府主辦的祝壽菊花展覽，定三十一日開始，在介壽公園展出一週，市府說：展出的菊花一共有三百多盆。
6. ↑  . 聯合報. 1968-11-06. 台北市政府昨(五)日舉行工務建設督導會報，決定林故主席銅像建在介壽公園。
7. ↑  . 聯合報. 1969-02-22. 北市介壽公園興建國府林故主席銅像的設計案，將於下星期的工務督導會報提出討論。台北市政府將與有關單位在介壽公園興建一座林故主席的銅像，現已由工務局著手設計。
8. ↑  . 聯合報. 1969-11-15. 前國民政府故主席林森先生銅像揭幕典禮，定今（十五）日上午十時，在台北市介壽公園舉行。
9. ↑  .   [2020-04-18]. （原始内容存档于2020-05-29）.
10. ↑  . 2020-05-07  [2020-06-29]. （原始内容存档于2020-07-01）.